# Кузьмина, Алевтина Ивановна
Алевтина Ивановна Кузьмина (род. 29 декабря 1940, Рыбинск, Ярославская область) — советская доярка совхоза. Герой Социалистического Труда (1981). Лауреат Государственной премии Казахской ССР (1977). Депутат Верховного Совета Казахской ССР.

## Биография
Алевтина Ивановна Кузьмина Родился в 1940 году в г. Рыбинске Ярославской области.
После окончания школы в 1963 году вместе с семьёй переехала в Казахстан и поселилась в совхозе «Краснопартизанский» Кустанайского района Кустанайской области.
В 1976 году А. И. Кузьмина добилась лучших результатов среди доярок района, получив надой 4462 кг молока на одну фуражную корову. В дальнейшем рекордные надои достигали свыше 6000 кг молока от одной коровы за год.
Избиралась депутатом Верховного Совета Казахской ССР IX, XI, ХІ созывов, делегатом XXVI и XXVII съездов КПСС.
Указом Президиума Верховного Совета СССР от 19 февраля 1981 года за выдающиеся успехи, достигнутые в выполнении планов и социалистических обязательств по продаже государству в 1980 году миллиарда пудов зерна и перевыполнении планов десятой пятилетки по производству и закупкам хлеба и других сельскохозяйственных продуктов Кузьмина Алевтина Ивановна удостоена звания Героя Социалистического Труда со вручением ордена Ленина и золотой медали «Серп и Молот».
С 1997 года персональный пенсионер.

## Награды и звания
- 1970 — Медаль «В ознаменование 100-летия со дня рождения Владимира Ильича Ленина»
- 1971 — Орден Ленина
- 1973 — Орден Ленина
- 1977 — Лауреат Государственной премии Казахской ССР
- 1981 — Герой Социалистического Труда и Орден Ленина
- Награждена Почётной грамотой Верховного Совета Казахской ССР
- Медаль «25 лет независимости Республики Казахстан» (2016)[1]
- Почётный гражданин Костанайской области.
- Награждена благодарственным письмом и личным нагрудным знаком Президента Республики Казахстан.